# Mitrella bella
Mitrella bella är en snäckart. Mitrella bella ingår i släktet Mitrella och familjen Columbellidae. Inga underarter finns listade i Catalogue of Life.

## Bildgalleri

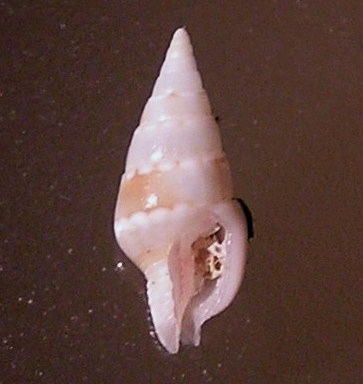
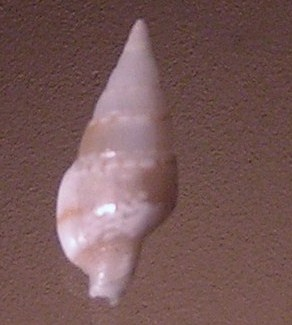
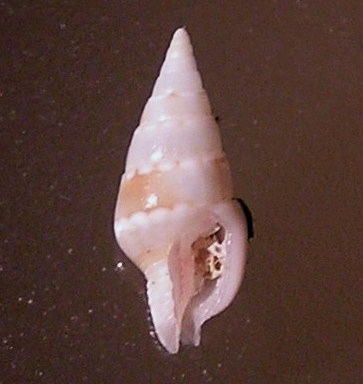
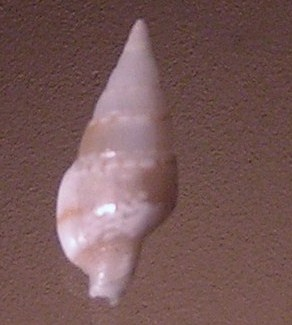
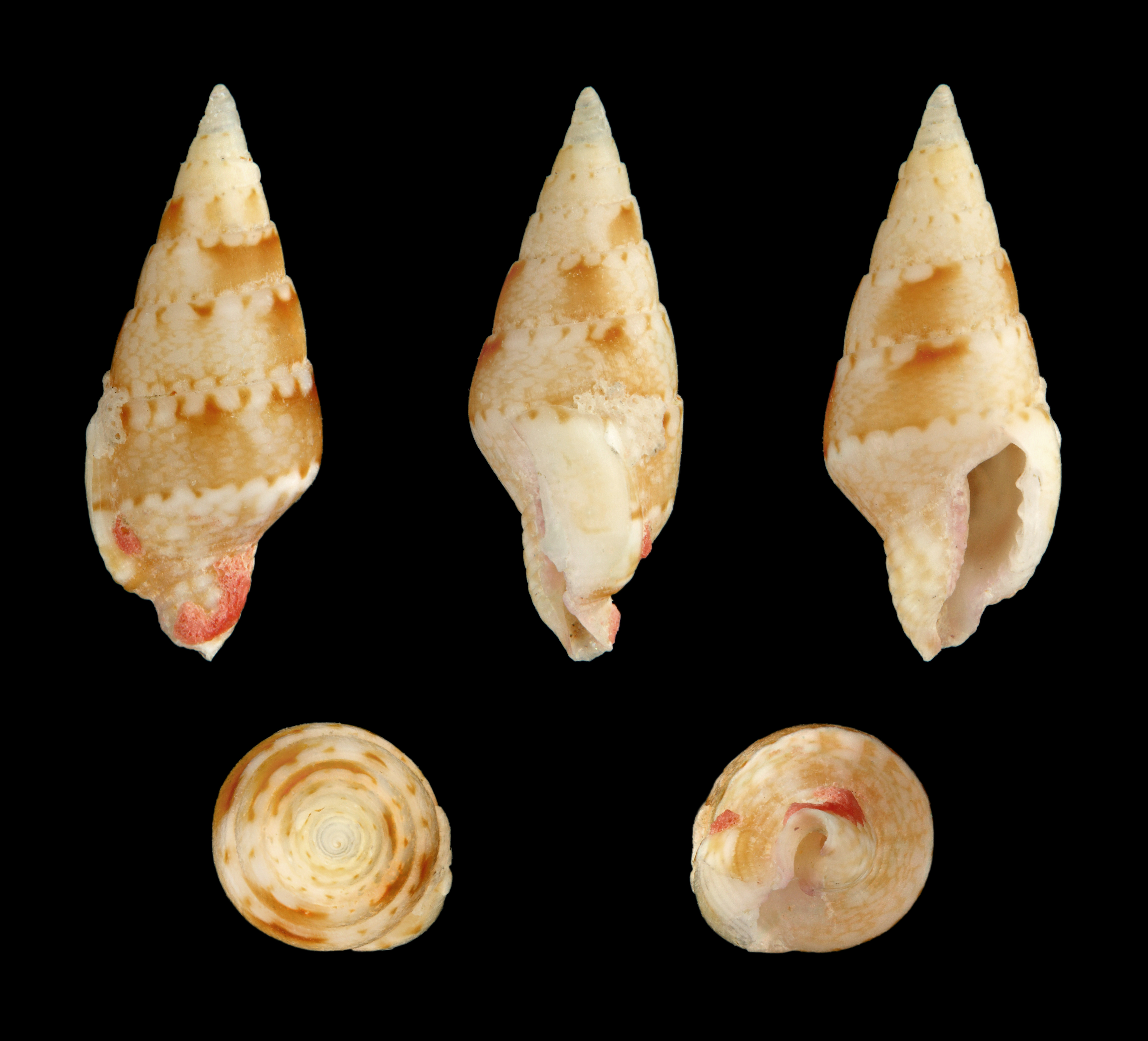